# Rudolf Theodor Busck
Rudolf Theodor Christoffer Busck (i riksdagen kallad Busck i Trätteland), född 19 februari 1827 i Uddevalla, död 1 maj 1890 i Kville församling i Göteborgs och Bohus län, var en svensk kommissionslantmätare och politiker. Han var farfar till överstelöjtnant Rudolf Busck.
Busck var ledamot av riksdagens andra kammare 1867–1869, invald i Norrvikens domsagas valkrets i Göteborgs och Bohus län.